# Elezioni legislative in Svezia del 2002
Le elezioni legislative in Svezia del 2002 si tennero il 15 settembre per il rinnovo del Riksdag. In seguito all'esito elettorale, Göran Persson, espressione del Partito Socialdemocratico, fu confermato Ministro di Stato.

## Risultati
| Liste                                              | Voti      | %     | Seggi |
| -------------------------------------------------- | --------- | ----- | ----- |
| Partito Socialdemocratico dei Lavoratori di Svezia | 2 113 560 | 37,72 | 144   |
| Partito Moderato                                   | 809 041   | 14,44 | 55    |
| Partito Popolare Liberale                          | 710 312   | 12,68 | 48    |
| Democratici Cristiani                              | 485 235   | 8,66  | 33    |
| Partito della Sinistra                             | 444 854   | 7,94  | 30    |
| Partito di Centro                                  | 328 428   | 5,86  | 22    |
| Partito Ambientalista i Verdi                      | 246 392   | 4,40  | 17    |
| Democratici Svedesi                                | 76 300    | 1,36  | –     |
| Altri                                              | 89 090    | 1,59  | –     |
| Totale                                             | 5 603 212 | 100   | 349   |